# ウェインズ・ワールド
『ウェインズ・ワールド』（Wayne's World）は、1992年に公開されたアメリカ合衆国の映画。人気テレビ番組『サタデー・ナイト・ライブ』の1コーナーを映画化したもので、日本では試写会にロックファンを呼んで字幕作りに参加させると言った試みも行われた。テレビでの初期は主人公の2人は高校生という設定だったが、映画版では少し年齢が上がっている。
クイーンやアリス・クーパーなど、1970 - 80年代に活躍したミュージシャンの楽曲が挿入歌として使われ、ロックに関する小ネタも多いコメディ映画。日本では興行収入がさほど伸びず、続編『ウェインズ・ワールド2』はビデオのみでの発売(ビデオスルー)となった。

## あらすじ
シカゴ郊外に住む、ロック好きの若者ウェインとガースは、自宅の地下室で人気ケーブルテレビ番組「ウェインズ・ワールド」を放送中の名コンビ。その人気に目をつけたテレビプロデューサー・ベンジャミンから大手テレビ局での放送をもちかけられ、多額の契約料を受け取った二人は大喜びでライブハウスに出かける。その時、ウェインはステージで歌うエキゾチックな美女カサンドラに一目ぼれ。なんとか彼女をモノにしようとアタックを始めるが、ベンジャミンもメジャーデビューを餌にカサンドラへ近づきはじめる。

## キャスト
※括弧内は日本語吹替
- ウェイン・キャンベル - マイク・マイヤーズ（山寺宏一）
- ガース・アルガー - ダナ・カーヴィ（堀内賢雄）
- カサンドラ・ウォン - ティア・カレル（深見梨加）
- ベンジャミン・オリヴァー - ロブ・ロウ（鈴置洋孝）
- ステイシー - ララ・フリン・ボイル（神代知衣）
- ラッセル・フィンリー - カート・フラー（石塚運昇）
- ノア・ヴァンダーホフ - ブライアン・ドイル＝マーレイ（緒方賢一）
- ミミ・ヴァンダーホフ - コリーン・キャンプ（さとうあい）
- フランキー・シャープ - フランク・ディレオ（峰恵研）
- コハルスキー巡査 - フレデリック・コフィン（渡部猛）
- 警備員 - クリス・ファーレイ（茶風林）
- T-1000 - ロバート・パトリック（真地勇志）
- ディスコのドアマン - ミート・ローフ（石塚運昇）
- アリス・クーパー（秋元羊介）

その他声の出演：梁田清之、津久井教生、森川智之、秋元羊介、丸山詠二、紗ゆり、茶風林、種田文子
日本語吹替スタッフ、演出：木村絵理子、翻訳：徐賀世子、制作：東北新社

## 関連事項
- サタデー・ナイト・ライブ
- ブルース・ブラザース
- ボヘミアン・ラプソディ - マイク・マイヤーズが演じたプロデューサー役のセリフは、「ウェインズ・ワールド」を下敷きにしている。